# جيري كيني
جيري كيني (بالإنجليزية: Jerry Kenney)‏ هو لاعب كرة قاعدة أمريكي، ولد في 30 يونيو 1945 في سانت لويس في الولايات المتحدة.

## وصلات خارجية
- جيري كيني على موقعبيزبول رفرنس.كوم (الدوري الرئيسي) (الإنجليزية)
- جيري كيني على موقعبيزبول رفرنس.كوم (الدوري الثانوي) (الإنجليزية)